# Torziós mérleg

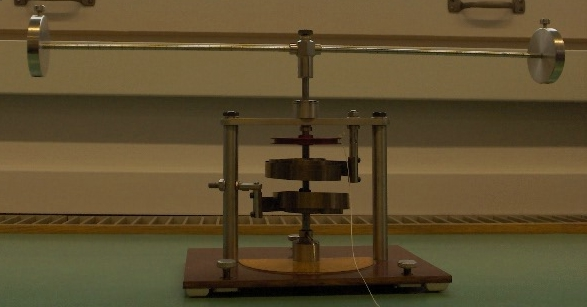
Torziós inga

A torziós mérleg, más néven torziós inga rugalmas szál elcsavarodásán alapuló mérőműszer, melyet 1784-ben Charles Augustin de Coulomb egy dolgozatában tett közzé.

## Működése
A torziós mérleg egy igen finom torziós szálra függesztett rúdból áll, amelynek végein (súlyzószerűen) két tömeg helyezkedik el. Az erre ható forgatónyomaték hatására a rúd elfordul, a szál elcsavarodik, és az elcsavarodás mértékéből lehet kiszámítani a forgatónyomatékot, illetve a ható erőket. A rúd elfordulását nagyon érzékenyen lehet detektálni úgy, hogy a rúdra egy tükröt erősítenek, amely a ráeső fénysugarat az elfordulástól függően más szögben veri vissza. A torziós mérleg általában igen kis erőkülönbségek mérésére szolgál. Előnye, hogy ki lehet küszöbölni a csapágyazást és a velejáró súrlódást, ha például az elektromos mérőműszer forgótekercsét torziós szálra függesztjük. Ezáltal javul a mérőműszer pontossága és érzékenysége is. 1797-98-ban Henry Cavendish ennek segítségével mérte meg a gravitációs állandót. Cavendish mérlege vízszintes rúdjának végeire gömböket helyezett, a gömbök tömegvonzása csavarta el a szálat.

## Eötvös-inga
Eötvös Loránd a tömegvonzás tanulmányozására ennek egy módosított változatát használta, az Eötvös-ingát. Az Eötvös-inga Cavendish Coulomb-ingájától annyiban különbözik, hogy az egyik tömeget egy szálon lelógatva a Föld nehézségi erejének térbeli komponensei váltak mérhetővé. Eötvös először torziós ingáját terepi mérésre 1891-ben a Ságon használta, melynek emlékét egy emlékmű őrzi. Eötvös műszerét fokozatosan fejlesztette; kis keresztmetszetű szálak használatával (ún. "balatoni inga" 1898-ból), majd a kettős ingával (ún. "kettős nagy eszköz", 1902-ből) lényegesen megnövelte a torziós mérleg érzékenységét, ezzel a mérések pontosságát. Ingája évtizedeken át a kőolaj- és földgázkutatás egyik alapeszköze volt. Eötvös a torziós mérleggel mutatta ki igen nagy pontossággal a tehetetlen és a súlyos tömeg anyagi minőségtől független arányosságát. Ez az eredmény az általános relativitáselmélet egyik alapfeltevése.